# David Bakhtiari
David Afrisiab Assad Bakhtiari (nacido el 30 de septiembre de 1991) es un jugador profesional estadounidense de fútbol americano que juega en la posición de offensive tackle y actualmente milita en los Green Bay Packers de la National Football League (NFL).

## Biografía
Bakhtiari asistió a la preparatoria Junípero Serra High School en San Mateo, California, donde practicó fútbol americano y lacrosse. Al finalizar la preparatoria, fue considerado como un atleta dos estrellas en la posición de offensive tackle por Rivals.com.
Posteriormente, asistió a la Universidad de Colorado donde jugó con los Colorado Buffaloes desde 2009 hasta 2012. Después de no jugar como estudiante de primer año en 2009, participó en 12 juegos en 2010, incluyendo 11 como titular. En 2011 fue nombrado al segundo equipo All-Pac-12, reconocimiento que recibió nuevamente en 2012.
El 8 de enero de 2013, Bakhtiari anunció que entraría en el Draft de la NFL de 2013.

## Carrera profesional

### Green Bay Packers
Bakhtiari fue seleccionado por los Green Bay Packers en la cuarta ronda (puesto 109) del Draft de la NFL de 2013.
En su primera temporada como profesional, se convirtió en el primer novato de los Packers en comenzar cada juego de la temporada como tackle izquierdo desde el inicio del calendario de 16 juegos empleado por la NFL en 1978, y el único novato de la NFL en comenzar cada juego de la temporada como tackle izquierdo en 2013. Fue un contribuyente clave para que Green Bay terminara séptimo en la liga en yardas por tierra (bloqueando para el corredor novato Eddie Lacy) y sexto en yardas por pase.
En 2014, Bakhtiari trabajó significativamente en su fuerza y continuó compitiendo por su puesto como tackle izquierdo, lo que llevó a los Packers a mover a Bryan Bulaga al tackle derecho y mantener a Bakhtiari en el izquierdo. Jugó en los 16 juegos de su temporada de segundo año, así como en dos juegos de postemporada, mientras que en 2015 jugó en 14 encuentros.
El 13 de septiembre de 2016, los Packers firmaron a Bakhtiari con una extensión de contrato de $48 millones por cuatro años con $16.7 millones garantizados y un bono por firmar de $15 millones. Ese año fue titular en los 16 juegos de la temporada y fue nombrado a su primer Pro Bowl.
En 2017, participó en solo 12 juegos debido a una lesión en los músculos isquiotibiales, pero en 2018 fue nombrado por primera vez al primer equipo All-Pro.
El 15 de noviembre de 2020, los Packers firmaron a Bakhtiari a una extensión de contrato por cuatro años y $105.5 millones que lo convertiría en el liniero ofensivo mejor pagado en la historia de la NFL. El 31 de diciembre de 2020, Bakhtiari se rompió el ligamento cruzado anterior en una práctica y fue descartado por el resto de la temporada. A pesar de ello, el 8 de enero de 2021 fue nombrado al primer equipo All-Pro por segunda vez en su carrera.
En 2021, Bakhtiari solo jugó en el último encuentro de la temporada regular, debido a su proceso de recuperación de la lesión del año anterior.